# ノルウェー科学技術大学
ノルウェー科学技術大学 (のるうぇーかがくぎじゅつだいがく,英語: Norwegian University of Science and Technology,ノルウェー語: Norges teknisk-naturvitenskapelige universitet, NTNU)(以下NINU) はノルウェーのトロンハイムにメインキャンパスを、イェービクとオーレスンに小さなキャンパスを持つ国立研究大学であり、8,000人以上の従業員と40,000人以上の学生を持つ最も大きいノルウェーの大学である。NTNUの現在の姿は1996年に旧University of Trondheimと1760年までルーツが遡る他の大学レベルの機関が合併し、2016年にいくつかの大学もまた合併したことで枢軸院の女王によって確立された。NTNUは400位から600位の間で順位は変化しているものの、常に全世界の大学のうち上位1パーセントに位置している。
NTNUは工学やテクノロジーを教育および研究する主要な国の責任を持ち、ノルウェー国会によって1910に設立された国立工科大学であるノルウェー工科大学(NTH)の後任となっている。また、工学や自然科学だけでなく、建築学や美術といった他の学問分野についても高品質な教育が提供されている。また、製造業との密接な連携でよく知られており、特にSINTEFとのR&Dパートナーが著しく大きく、全世界の工業大学で最大の産業リンクを提供している。 大学の学者の中には エドバルド・モーセル、マイブリット・モーセル、ジョン・オキーフといったノーベル医学賞受賞者もいる。

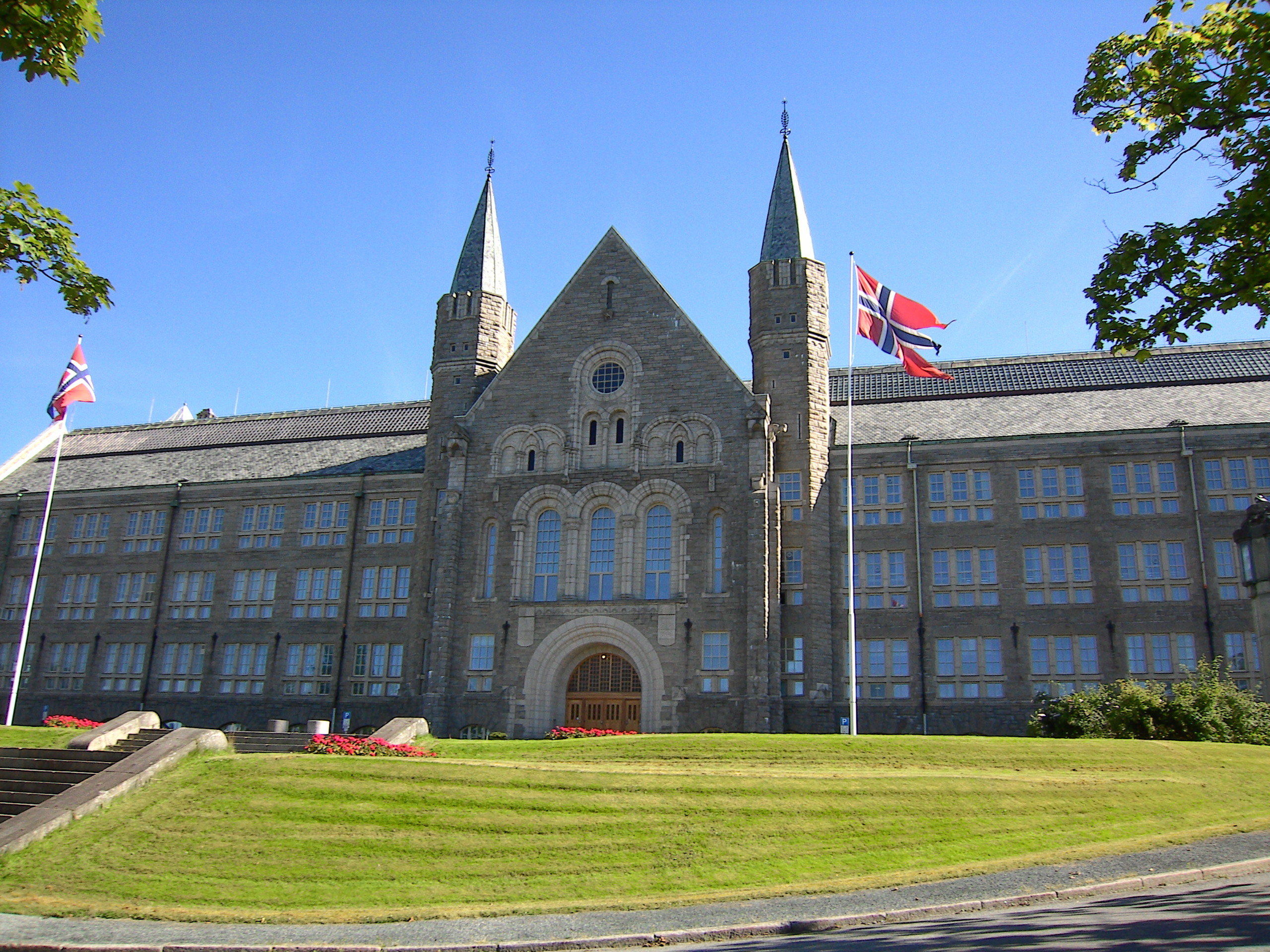
NTNUのGløshaugenキャンパス本館のHovedbygningenは1910年に開かれ、現在はNTNUテクノロジー図書館が設置されている

## 歴史

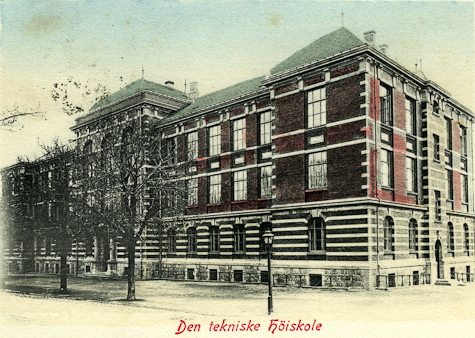
1898年に開かれたトロンハイム工科大学本館

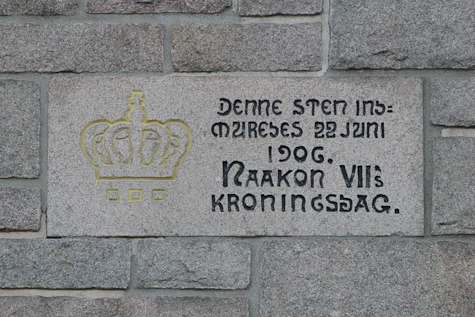
NTNUの本館(Hovedbygningen)に埋め込まれているNTHの記念碑(1906年7月22日).

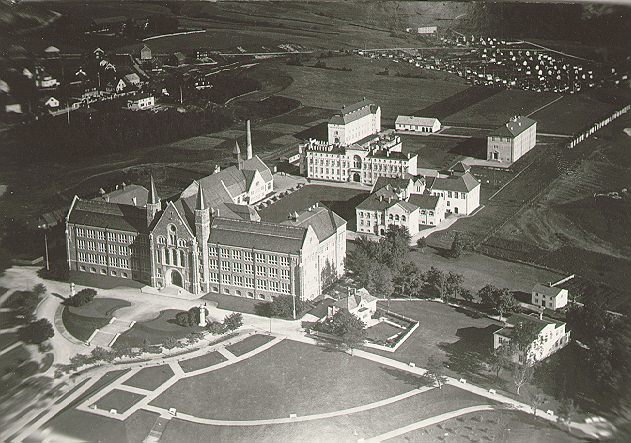
空から見たNTH(1930)

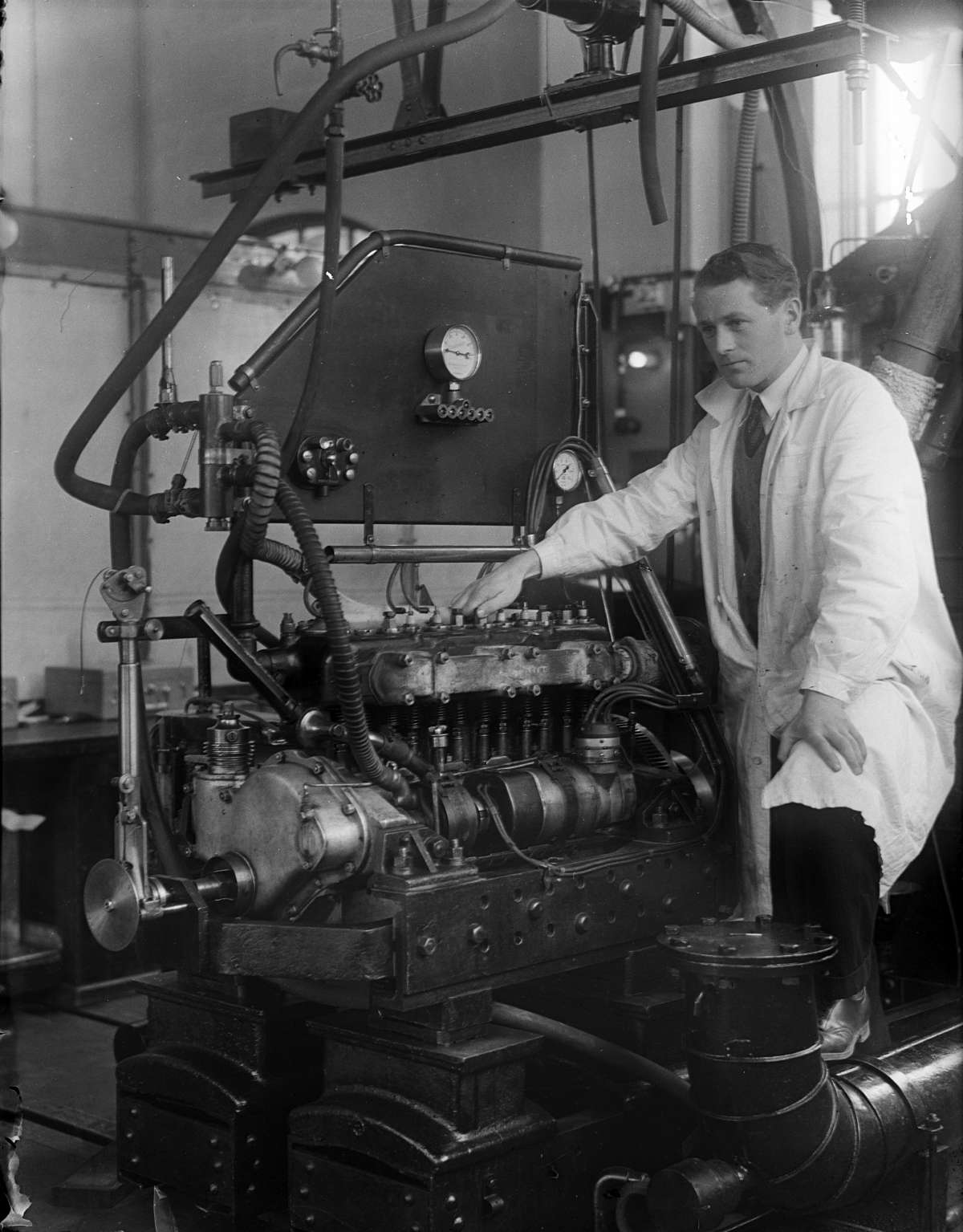
1933年におけるNTHの工学部学生

現在のNTNUは1996年にトロンハイムにある以下の6つの研究・高等教育機関が合併したことで設立された。
- ノルウェー工科大学(ノルウェー語: Norges tekniske høgskole, NTH)、1910年設立
- NTNU自然史・考古学博物館（ノルウェー語: Vitenskapsmuseet）(VM)、1767年設立
- 総合科学大学（ノルウェー語: Den allmennvitenskapelige høgskole）(AVH)、1922年設立
- NTNU医学部（ノルウェー語: Det medisinske fakultet (NTNU)）(DMF)、1975年設立
- トロンハイム美術専門学校（ノルウェー語: Kunstakademiet i Trondheim）(KiT)、1987年設立
- NINU音楽学科（ノルウェー語: Institutt for musikk (NTNU)）、1973年設立

合併前には、 NTH、NLHT、DMF、そしてVMがより緩い組織であるトロンハイム大学(英語: University of Trondheim)を構成していた。しかし、大学のルーツは1760年にDet Trondhiemske Selskab (Trondheim Academy)が設立され、1767年にノルウェー王立学術院（ノルウェー語: Det Kongelige Norske Videnskabers Selskab）となるまで遡る。
トロンハイムにおける最初の工学教育は1870年のTrondhjems Tekniske Læreanstalt (Trondheim Technical College)開校であり、1910にはノルウェー工科大学 (NTH)が開かれている。2010年に、NTNUはトロンハイム学会の250周年記念とNTHの開校100周年を祝った。大学の刊行物の中でも祝われ、大学の歴史が"Turbulens og tankekraft. Historien om NTNU"のタイトルで記された。

### 1700年代
ノルウェー最初の学会であるトロンハイム学会は1760年に設立された。1767年、デンマーク-ノルウェー国王に認められたことにで名前をノルウェー王立学術院(DKNVS)に変更した。今日ではNTNUのガネルス図書館として知られるDKNVS図書館は1768年に設立され、ノルウェー最古の図書館となった。

### 1800年代
ノルウェー研究所は1833年に初めて計画された。トロンハイム工科大学(ノルウェー語: Trondhjems Tekniske Læreanstalt,TTL)は1870年に開設された。新たに形づけられた学校は様々な分野における技師について教育した。1898年、TTLはムンケガタ(Munkegata)の大型ビルに移転した。1900年代に解散し、ノルウェー工科大学への道を開いた。

### 1900年から1968年
1900年、ノルウェー議会はトロンハイムにおけるノルウェー工科大学(NTH)設立に対する支援について決議案を採択した。NTHは1910年9月15日に開かれた。建築・都市計画学、土木工学、機械工学 (一般・海軍、すなわち船舶や船舶エンジンの建造)、電気工学、そして化学 (一般・電気化学)の5つの学科は最初に1900年5月31日における議会の決議案に提出された。
1922年、Lade gårdにトロンハイム・ノルウェー教育大学(英語: Norwegian College of Teaching in Trondheim,NLHT)が開かれた。
1950年、産業・技術研究センター(SINTEF)はNTHの一部として、またノルウェーの産業とのつながりとして設立された。

### 1968年から1996年
トロンハイム大学(英語: University of Trondheim,UNiT)は1968年に設立され、医学部門 (後の医学部)は1974年にUniTによって設立された。これはHenning Larsenという建築家によってデザインされた。1984年、NLHTは総合科学大学(AVH)をUNiTの一部として吸収した。

### 1996年から2016年
1996年1月1日、トロンハイム大学は現在のノルウェー科学技術大学(NTNU)となった。1989年に、NTH学長のKarsten Jakobsenはトロンハイムにノルウェー科学技術大学を建てるアイデアを出した。1995年3月21日、議会での長い議論の末にかろうじて過半数となり、NTNUをトロンハイムに設置すると決定した。

### 2016年以降
2014年、ノルウェーの教育研究省は教育機関の数を削減するため、国内の大学やユニバーシティー・カレッジにノルウェーの高等教育機関を再建する提案、意見・方法を求めた。
NTNUの委員会は2015年1月28日にソール・トロンデラーグ、オーレスン、そしてイェービク（英語: Gjøvik）のユニバーシティー・カレッジを合併し、大学の現在の名前であるノルウェー科学技術大学のまま新しい大学の形態となることを決定した。この合併は2016年の1月に行われ、NTNUをノルウェー最大の総合大学にした。

## キャンパス

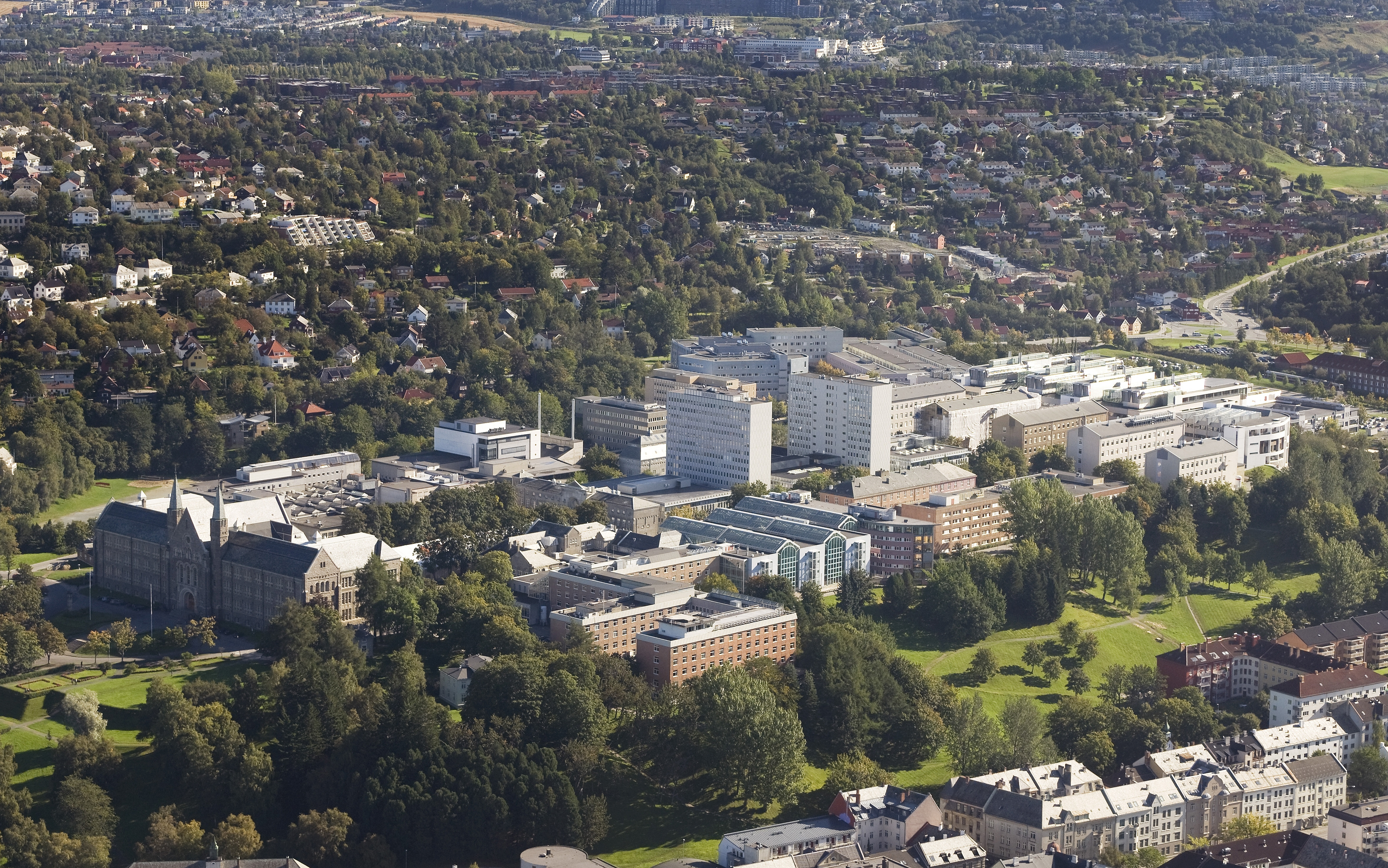
Gløshaugenキャンパスの航空写真(2009年)

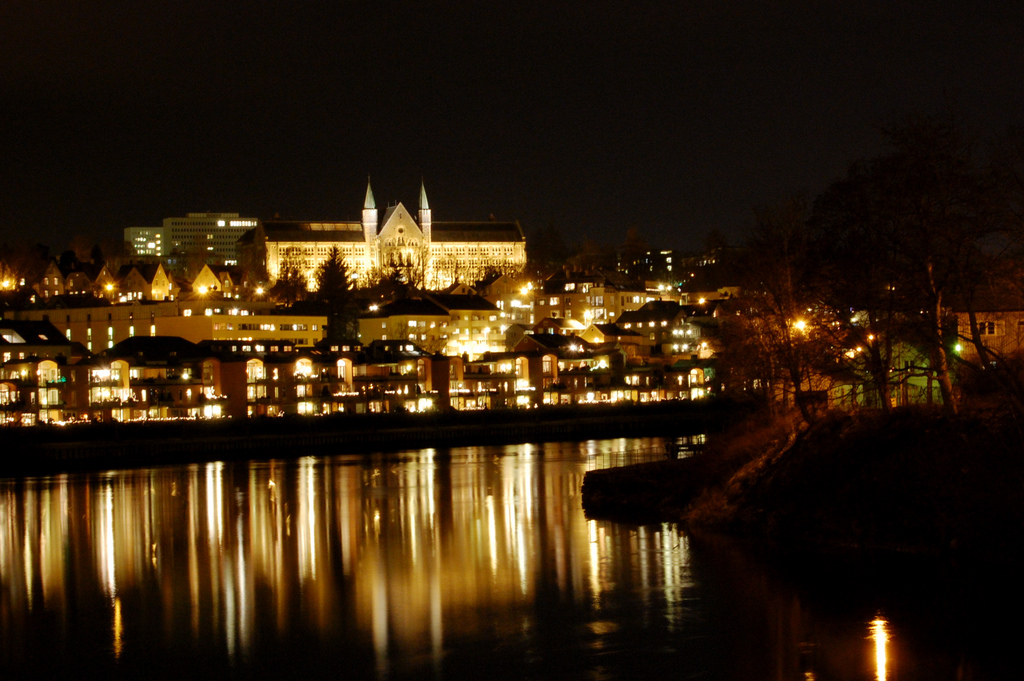
NTNUの本館を古い橋から見る

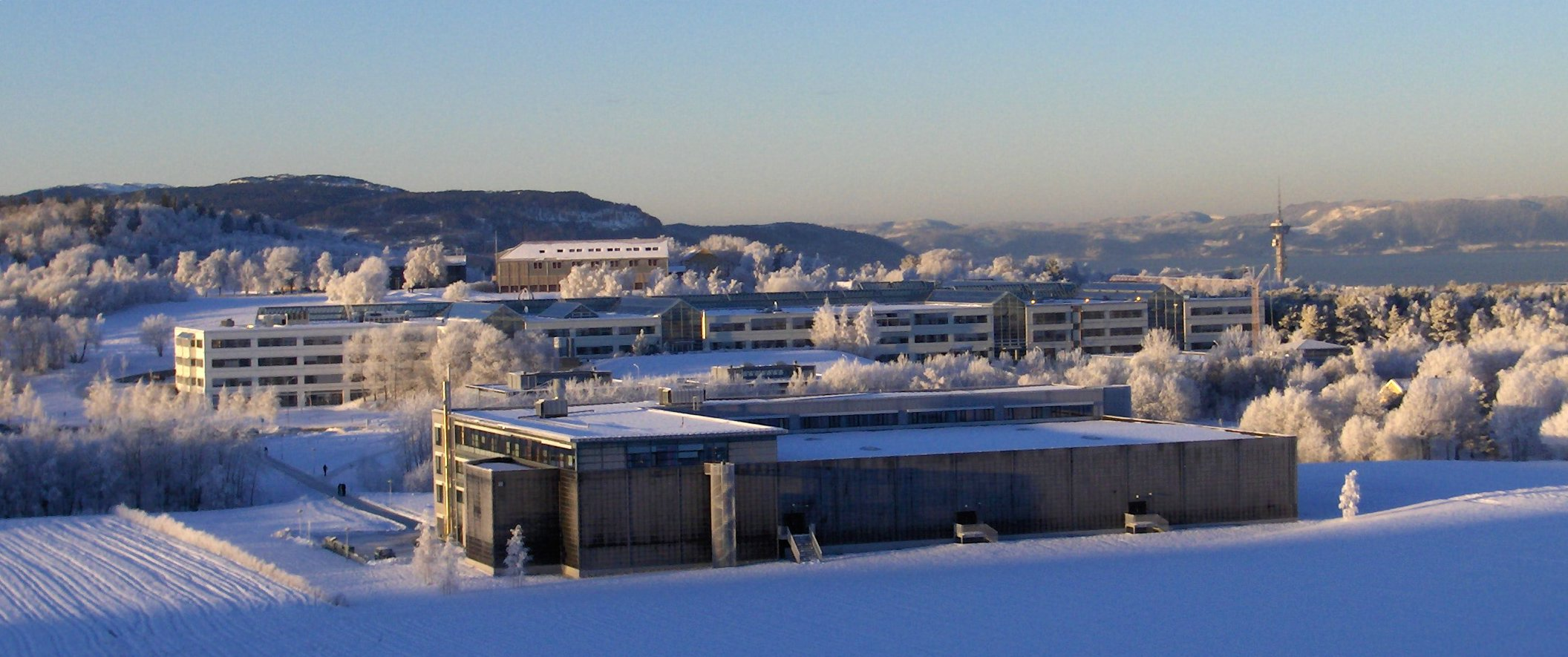
冬のNTNUキャンパス

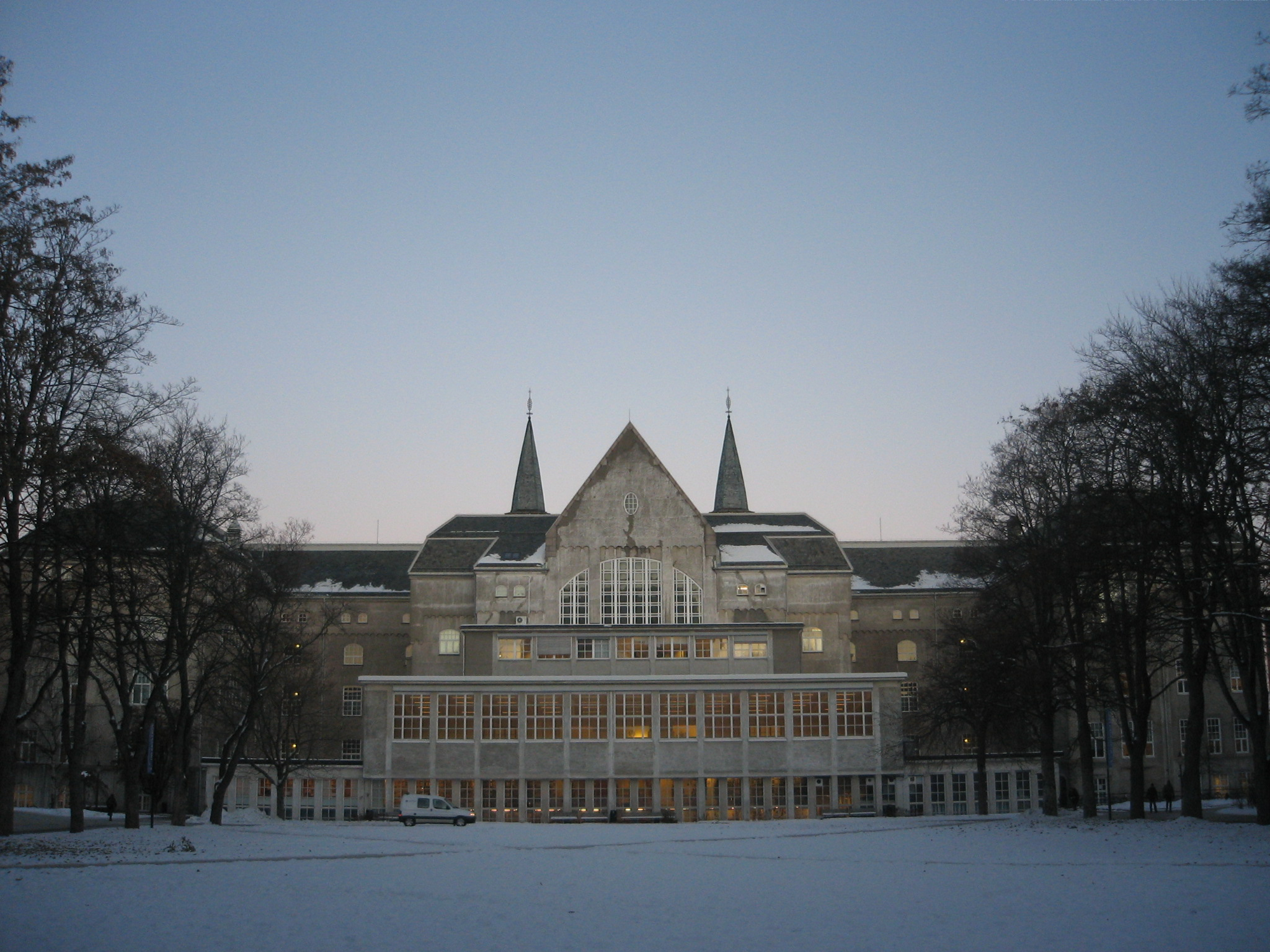
GløshaugenキャンパスにあるHovedbygningenを南側から見る

NTNUにはいくつかのキャンパスがあり、工学・自然科学をトロンハイムのGløshaugenで、人文・社会科学をドラッグボル（英語: Dragvoll）で学べ、これらがメインのキャンパスである。他にも船舶技術をタイホルト（英語: Tyholt）で、医学をØyaで、考古学をカルブスキネット（英語: Kalvskinnet）で、音楽をミットビエン（英語: Midtbyen, Trondheim）で、美術学をNedre Elvehavnで学べる。 
Gløshaugenキャンパスは歴史上のNTH校舎と近代の建物の芸術的な組み合わせであり、面積は734,000m2である。
NTNUに加えて、下記に記す研究機関もGløshaugenにあり、NTNUと研究・開発において綿密に協力している。
SINTEFは1950年の設立以来、Gløshaugenに主要部門を置いている。元々はNTHが設立したものだったが、1980年に研究所として独立した。
1998年、独立した研究施設である紙・繊維総合研究所（英語: Paper and Fibre Research Institute）(PFI)は、オスロのガウスタッド（英語: Gaustad）からGløshaugenに拠点を移した。
2013年4月、ノルウェー自然科学研究機構(英語: Paper and Fibre Research Institute,NINA)は自然科学棟の南方に拠点を移した。 NINAもSINTEFやNTNUと密接に連携している。
NTNUは二つのメインキャンパスをGløshaugenキャンパスあるいはその近くに統合する可能性について長い間熟考した。2013年、学長はビジョンプロジェクトに着手し、50年後の未来の発展について異なる観点からの定義をすることを引き受けた。同年、教育研究省はトロンハイムにある2つの主なキャンパスを今後も共存させるための概念研究の選択を始めた。報告書は2014年に提出され、そこではドラッグボルとGløshaugenのキャンパスを統合し、都市との結びつきを強化する事が推奨された。委員会は満場一致でこのビジョンレポートを支持した。

### 合併
2016年1月1日、 the merger between NTNUとイェービク、オーレスン、ソール・トロンデラーグにあるユニバーシティー･カレッジの合併が正式に行われ、結果的にNTNUはオーレスンとイェービク、そしてトロンハイムにキャンパスを持つようになった。また、同年にNTNUの代表者が移り変わった。2015年11月24日、新しい委員会が初めて会合した。委員会のメンバーには3つの旧ユニバーシティー･カレッジと文部省から任命された代表者も含まれた。

## 組織
NTNUは「ノルウェーの大学およびユニバーシティー･カレッジに関する法律」(英語: Norwegian Act relating to universities and university colleges)に基づき11人の委員会によって運営されている。二人のメンバーは生徒の中から選出されている。
NINUの2017年全体予算は81.9億ノルウェー・クローネであり、その大半は教育研究省から来ていた。
2016年の合併の結果、おおよそ39,000人の学生と2,500人の博士課程学生が在籍するようになり、"University Museum"も含めた学部の数は7つから以下に示す9つに増え、合計65の学科を有するようになった。

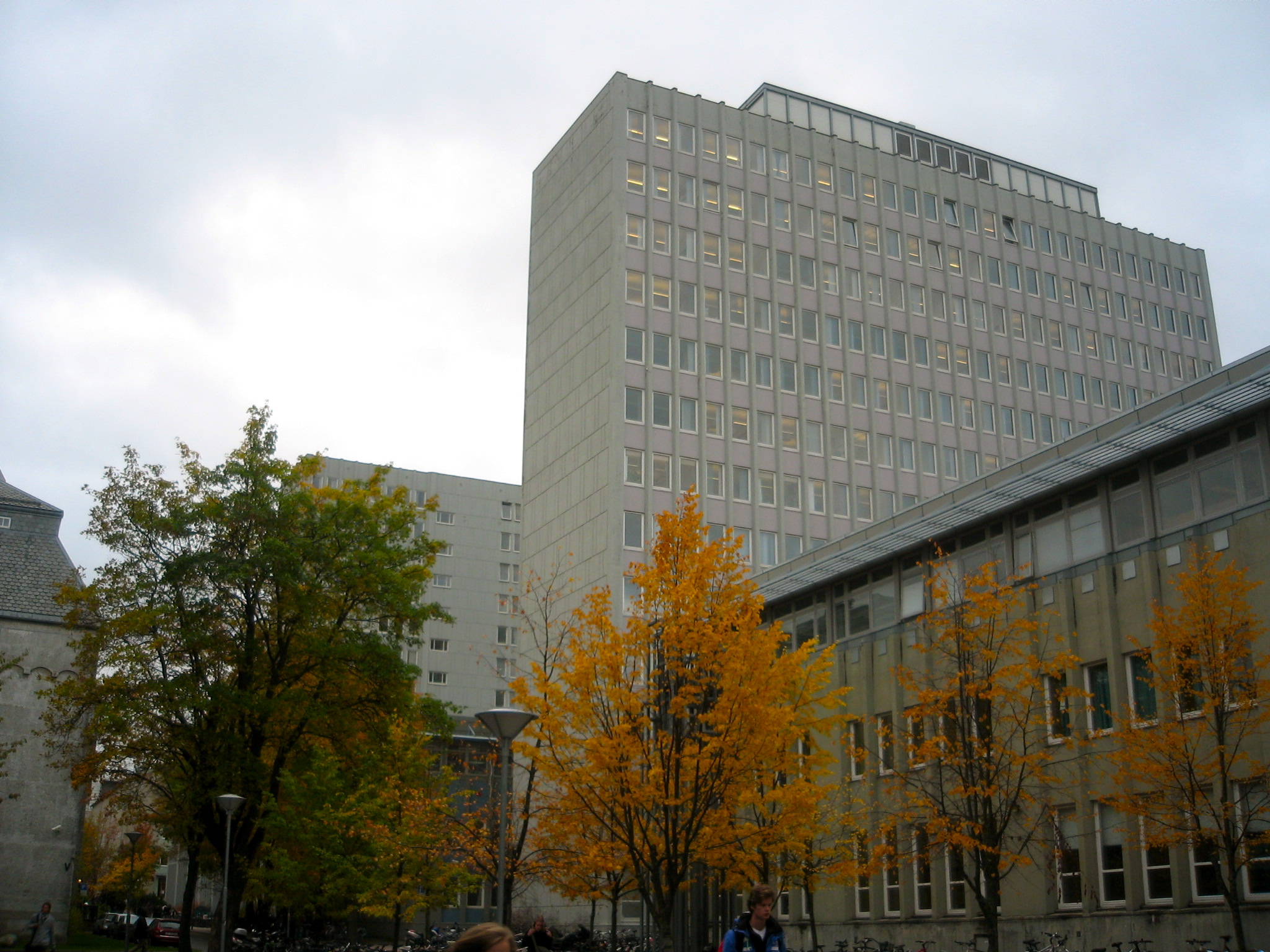
Gløshaugenキャンパスの中央棟

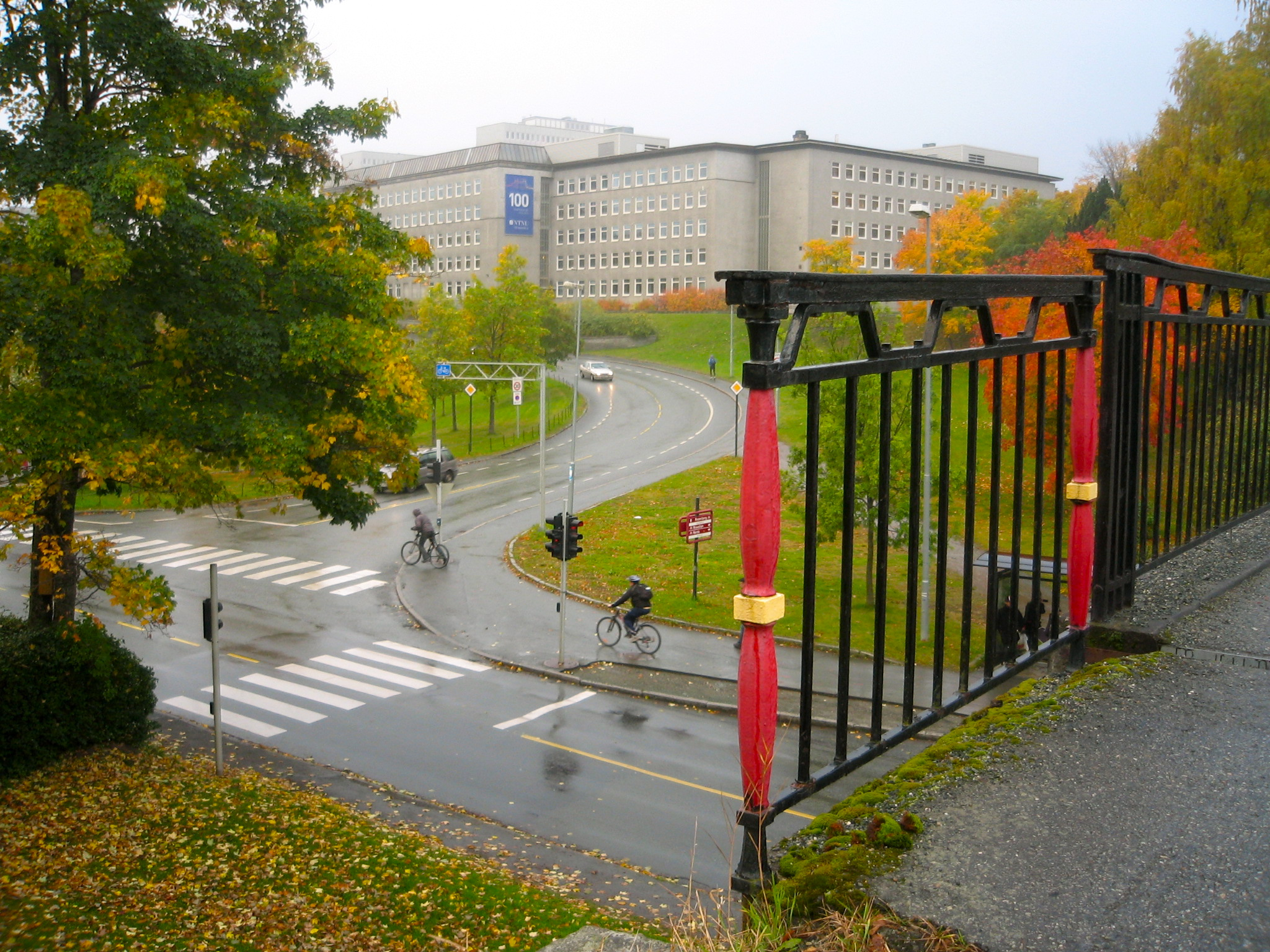
Høyskolebruaという橋はGløshaugenキャンパスとTrondheim Bakklandetをつなぐ。スヴェレ・ペデルセンのデザインで1927年に建設された。

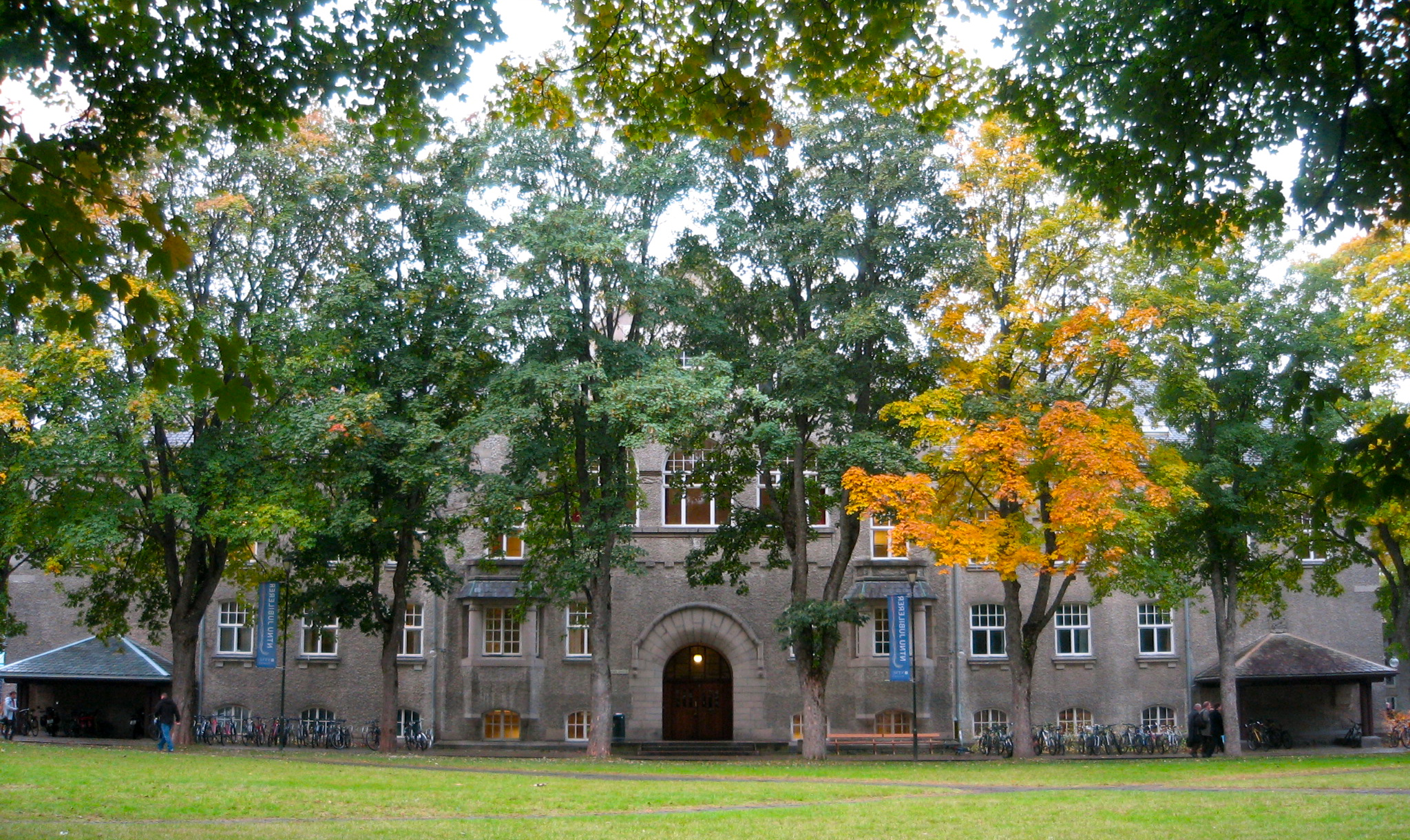
旧電気工学棟は1910年にNTHとして最初に建てられた4つの建築物の一つである

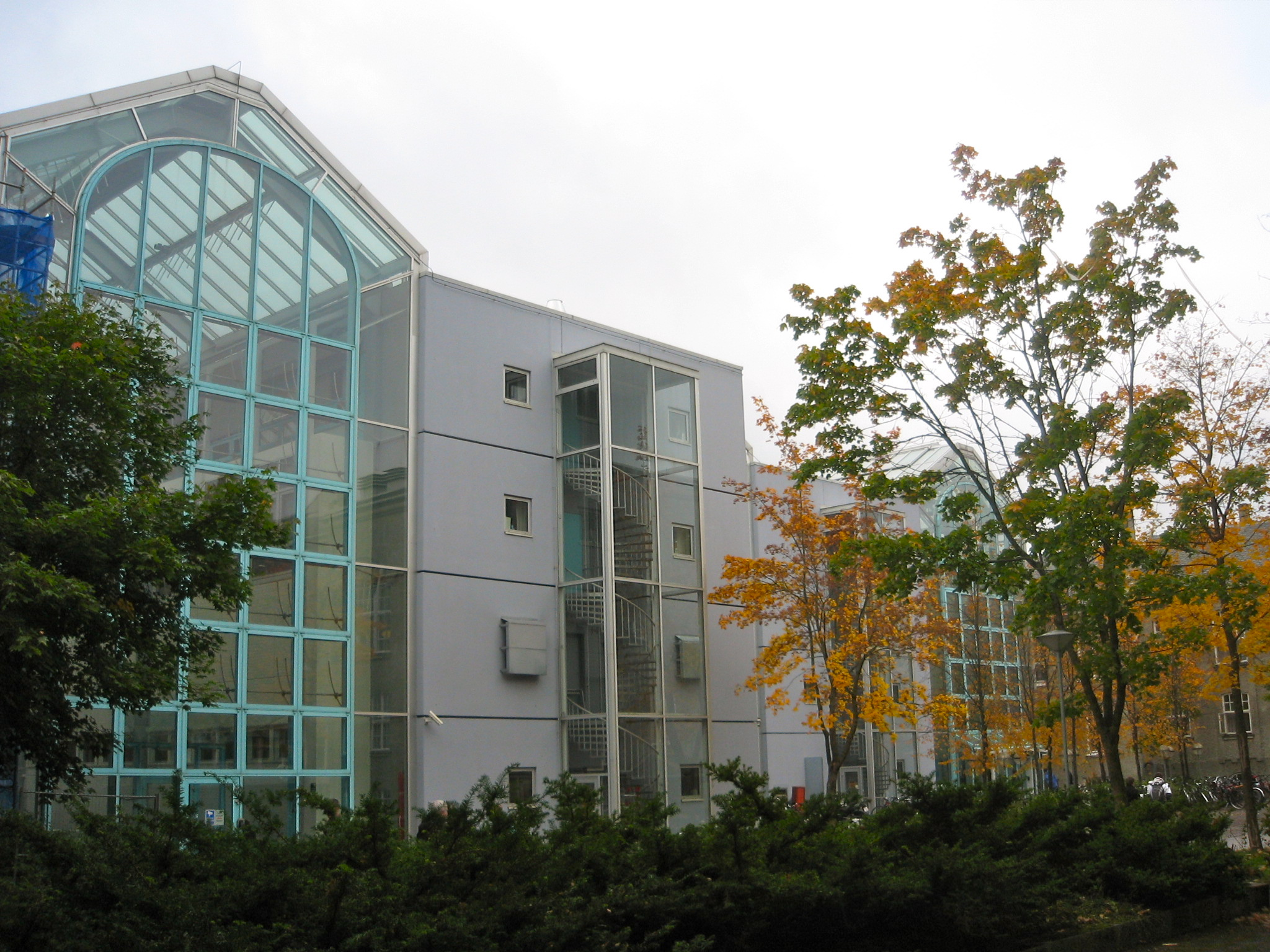
電気工学棟、ブロックF(電力工学研究所)

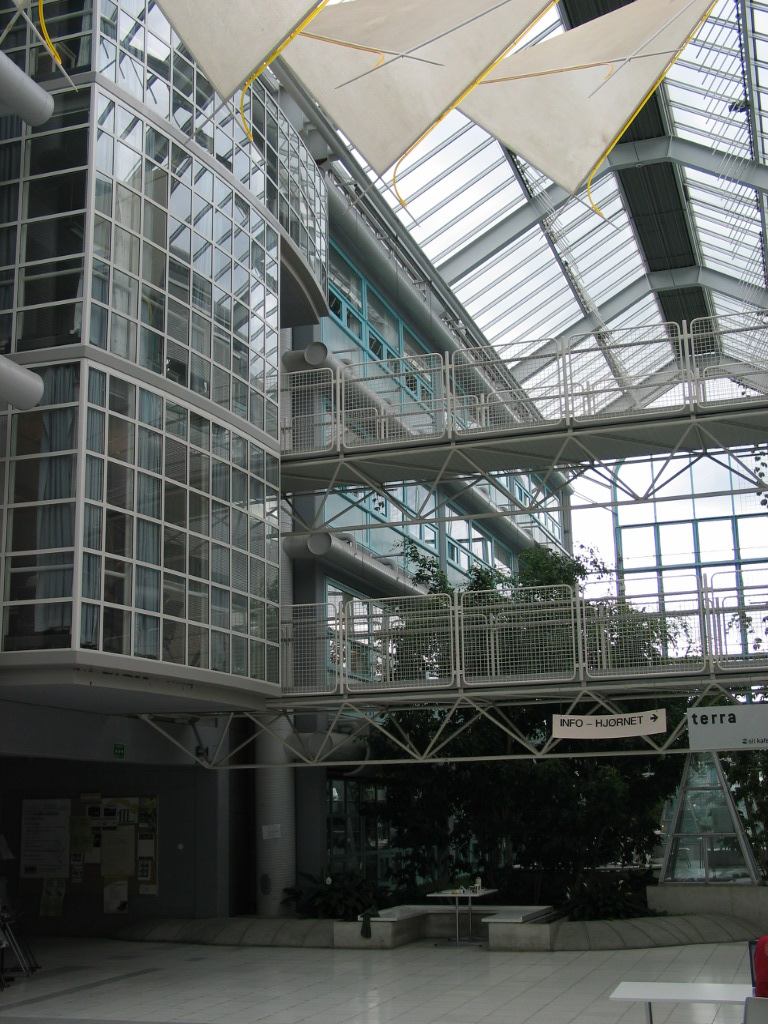
GlassgårdenやRoyal Electric Gardenの名前で知られる電気工学棟のロビー(ブロックE)

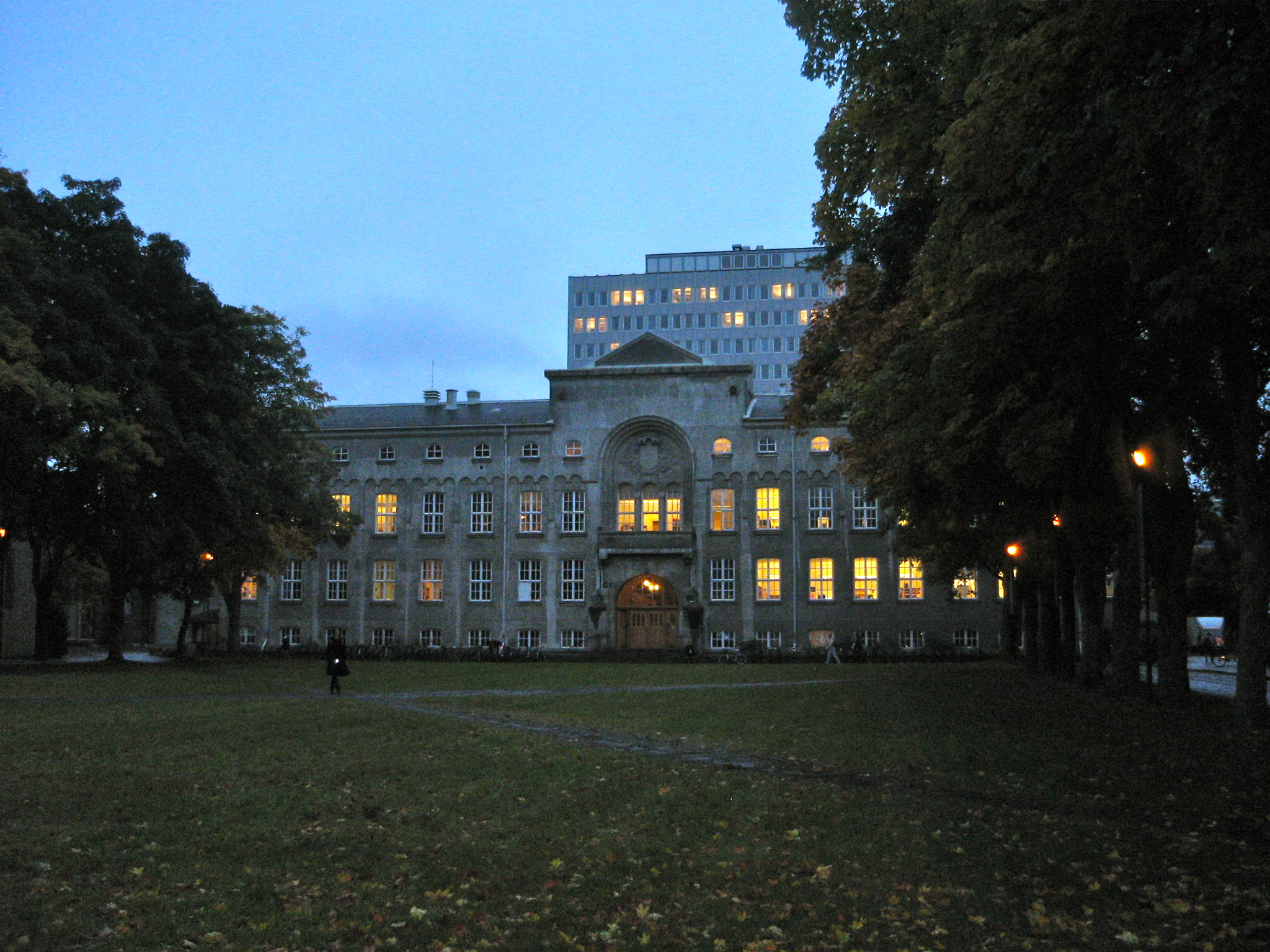
旧化学棟

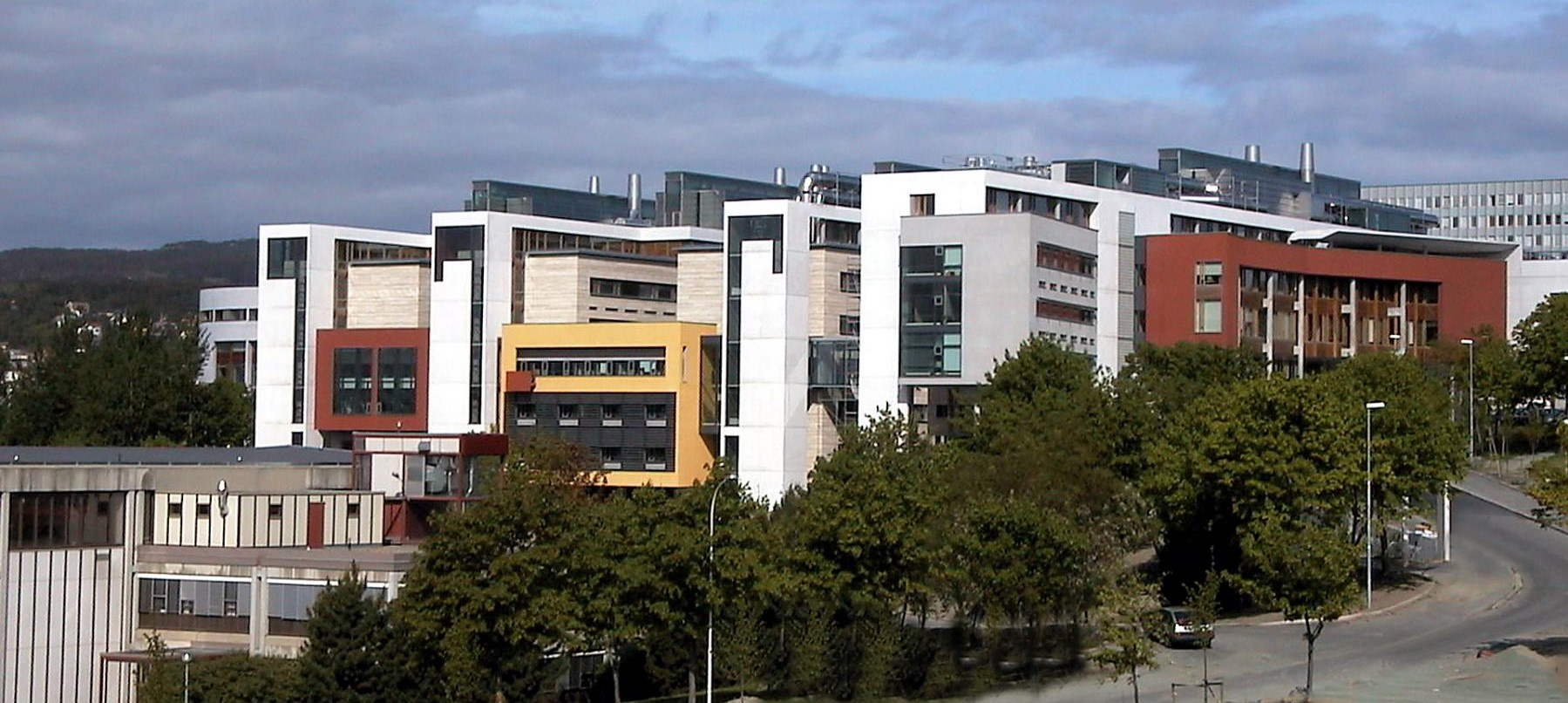
Gløshaugen南部から見たRealfagbyggetの名前で知られる自然科学棟 (2000)

- 工学部(Faculty of Engineering) - 8学科
- 情報・電気工学部(Faculty of Information Technology and Electrical Engineering) - 8学科
- 自然科学部(Faculty of Natural Sciences) - 8学科
- 建築学・デザイン学部(Faculty of Architecture and Design) - 4学科
- 経済・経営学部(Faculty of Economics and Management) - 4学科
- 医学・保健学部(Faculty of Medicine and Health Sciences) - 8学科
- 社会・教育科学部(Faculty of Social and Educational Sciences) - 7学科
- 人文科学部(Faculty of Humanities) - 6学科
- 大学博物館(University Museum) - 2学科

## 研究

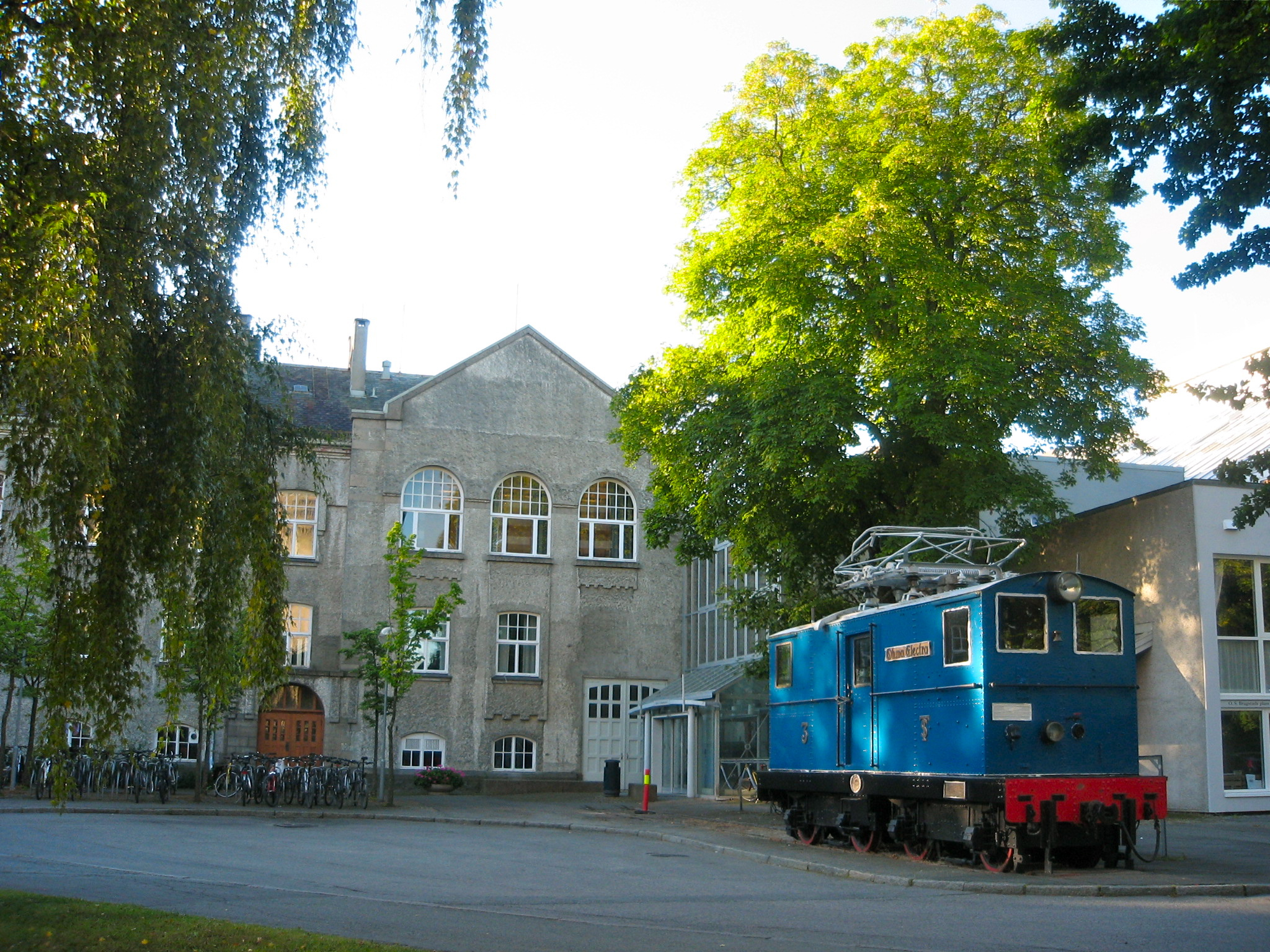
Ohma Electraは1908年から1950年まで走行していた世界初の交流電気機関車のうちの1つである。現在は旧電気工学棟付近に設置されている。

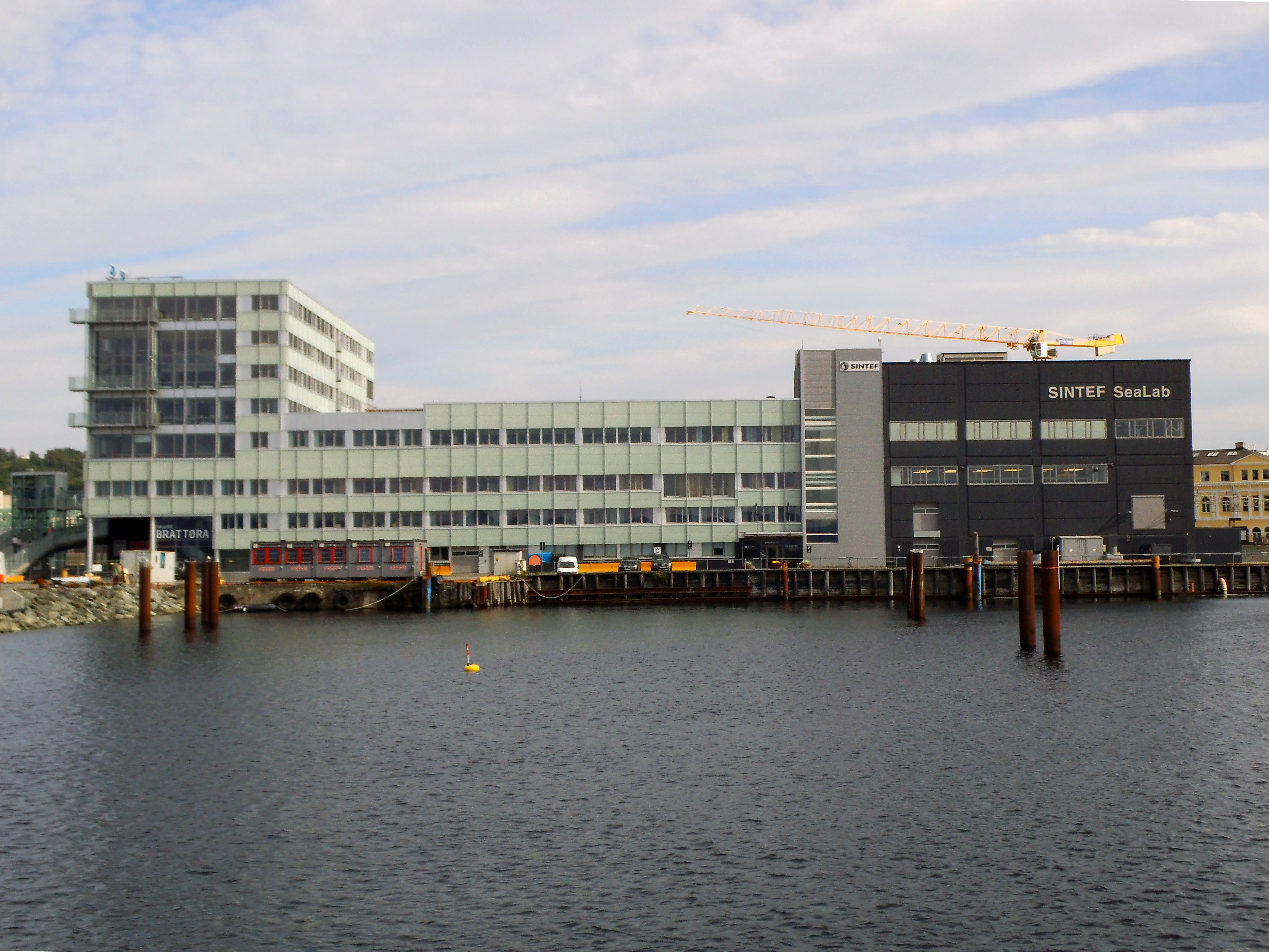
Sintefのシーラブ

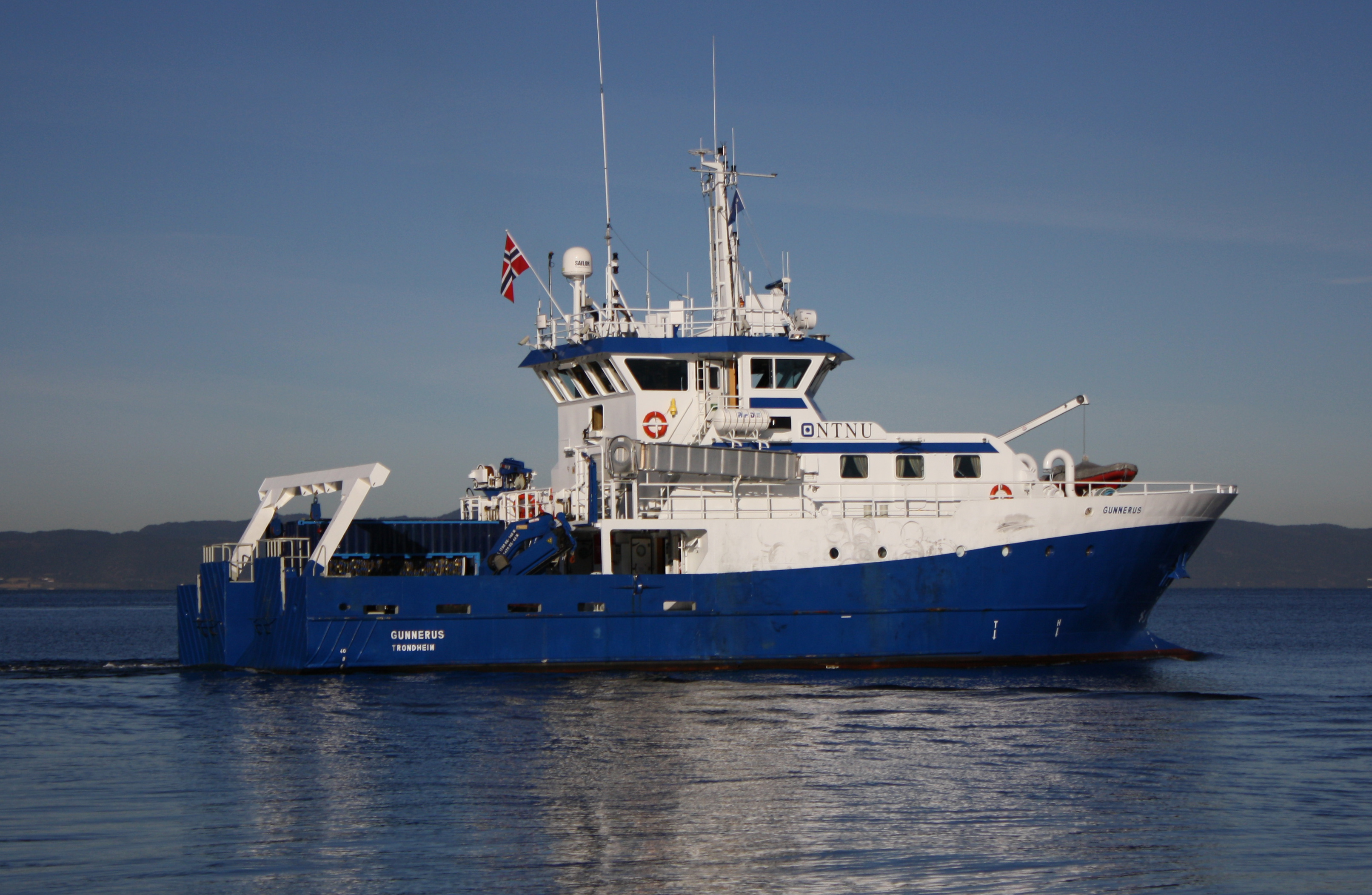
NTNUの研究船舶Gunnerus

NTNUにおける工学研究の歴史はノルウェーで最初の電化路線であるタムスハウン線がトロンハイムの技術で開発・建設された20世紀前半まで遡る。
現在、研究は学部だけでなく大学博物館でも行われている。大学では4377人の研究員が120を超える研究室で研究活動をしており、常に2,000を超える研究プロジェクトを進めている。学生や職員は世界58の機関でおおよそ300の研究契約や交換プログラムを行う事ができる。
NTNUは2014年から2023年にかけて社会的妥当性の根拠、専門的な品質、学際的な共同の可能性から選ばれた"NTNU Energy"、"NTNU Health"、"NTNU Oceans"、"NTNU Sustainability"の4つの戦略的研究エリアを定めた。

### 研究センター
大学はノルウェー科学会議からの資金援助を受けて6つの"National Centres of Excellence"(SFF)、12の"Centres for Research-based Innovation"(SFI)、そして3つの"Centres for Environment-friendly Energy Research"(FME)を催している。さらにSINTEFとも協力関係を築いている。
トロンデラーグ健康調査はレバンゲルにある"HUNT Research Centre"や"HUNT Biobank"が中心となって医学・保健学部の下で行われている。

### カヴリシステム神経科学研究所
15番目のカヴリ研究所は2007年に、4番目の神経科学研究所で北ヨーロッパ最初の研究所としてカヴリシステム神経科学研究所がNTNUに開かれた。2012年、イェンス・ストルテンベルグ首相はNTNUのカヴリ研究所を発展させた"Norwegian Brain Centre"を開設し、世界最大の研究施設の1つとなった。

### 実現技術
NTNUは"NTNU Biotechnology"、"NTNU Digital"、"Nano@NTNU"の3つの実現技術を通じ、基本的な長期研究やインフラストラクチャーに対して資金援助を行ってきた。

### Research Excellence
"NTNU Research Excellence"は国際的に選良な研究者や研究グループを育成するための取り組みで、2013年に始まった。これまでのノルウェー研究評議会、EU、民間部門(R&D)による支援に加え、NTNUのリソースによる戦略上の優先順位付けを考慮したNTNU自身による支援も行っている。これらの様々な研究支援計画には"Outstanding Academic Fellows"や"Onsager Fellowship"のプログラム、"K.G. Jebsen Centres"、"EU projects"、"ERC grants"といったものがある。NTNUは"EU Horizon 2020"において218ものプロジェクトに参加している。

### NTNUとSINTEFの協力関係
NTNUはキャンパス内にあるスカンジナビアで最大の独立した研究所やヨーロッパ最大の委託研究機関の1つでSINTEFと密接な関係を結んでいる。NTNUとSINTEFの協力関係は2014年に始まったプロジェクト"Better Together"によってさらに深まった。

## 出版
NTNUはオープンアクセスジャーナルの中に出版基金を設立した。
2008年にNTNUのデジタル機関リポジトリが設立された。これは研究機関における科学的成果の記録やなるべく多くの国内および国際的にネットで公開された資料をフルテキストアーカイブで記録することを目的としている。
大学内外における学者および研究者を対象とした研究論文・書籍に加え、NTNUは機関や研究およびその結果についての情報を一般向けに発信している。
The University Newspaperを移したUniversitetsavisaは1991年に設立されたノルウェー語の大学のニュースや討議論文である。当初は紙媒体も存在していたが、 2002年以降はオンライン専用となっている。
GEMINIはNTNUとSINTEFが出版する英語・ノルウェー語の研究報道である。紙媒体およびデジタル版が存在する。
さらに、大学ではNordic Journal of Science and Technologyも発行している。

## 評価
2017年3月のTHE世界大学ランキングにおいて、NTNUはSINTEFとの研究協力もあって"Universities with the biggest corporate links"(企業とのつながりの大きさ)で1位を獲得した。統計上、9.1%のNTNUにおける研究成果がSINTEFと共同で生み出されており、これは世界最大の産学連携となっている。
また、書誌統計上の指標を基にした2021年6月2日のCWTS Leiden Rankingで世界205位となっている。
さらに、2020年7月のWebometrics Ranking of World Universitiesではヨーロッパで59位、世界で187位となっている。
"ARWU Global Ranking of Academic Subjects"における2021年のランキングは以下の通りとなっている。
- 工学 – 海洋工学 - 2位
- 工学 – 化学工学 - 76–100位
- 工学 – 冶金工学 - 40位
- 工学 – 自動化・制御 - 101–150位

## 学習

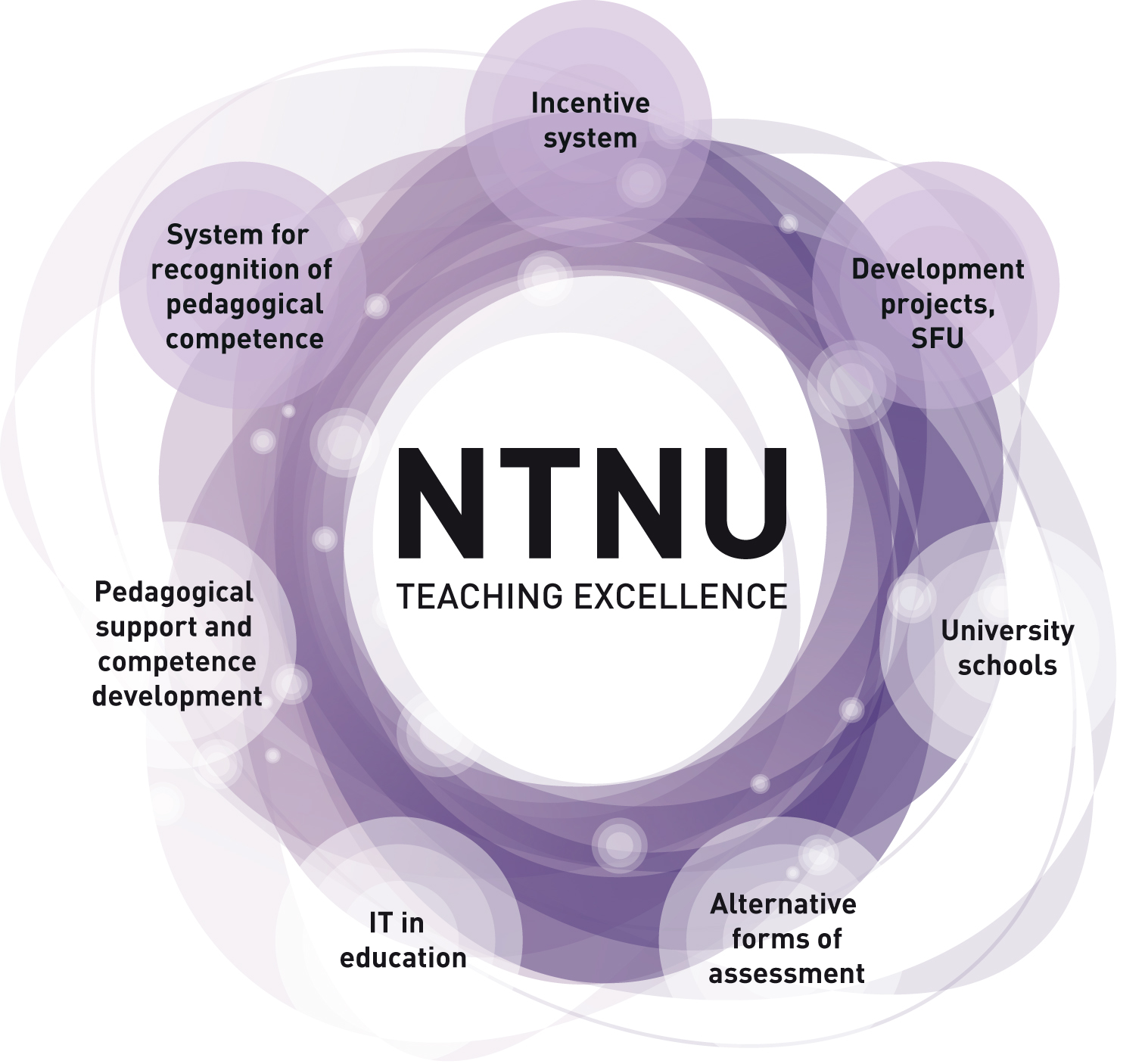
"NTNU Teaching Excellence"を含む様々な重点領域を示した図表

NTNUは工学や自然科学を専門としているが、人文科学、社会科学、経済・行政・経営学、美学においても学士、修士、そして博士課程を有しており、さらには医学、心理学、建築学、美術、音楽、教育学においても学位を得る事ができる。
"Norwegian Social Science Data Services"によると、2011年にはNTNUに84,797人もの志願者がおり、19,054人の生徒のうち9,062人のが女性だった。また、6,193人の生徒が"Faculty of Social Sciences and Technology Management"に、3,518人が"Faculty of Engineering Science and Technology"に、 3,256人が"Faculty of Humanities"に、3,090人が"Faculty of Information Technology, Mathematics and Electrical Engineering"に、2,014人が"Faculty of Natural Sciences and Technology"に、1,071人が"Faculty of Medicine"に、605人が"Faculty of Architecture and Fine Art"にそれぞれ所属していた。
毎年3,500人程の学士や修士を輩出しており、5,500人以上が継続教育を受けている。
NTNUには300以上の生活協同組合や世界60もの大学との交流協定、さらにはいくらかの国際的な交換プログラムがある。これらによって、2,600人もの外国人学生が大学に来ている。
2015年、NTNUは″NTNU Teaching Excellence″を設立した。

## 学生生活

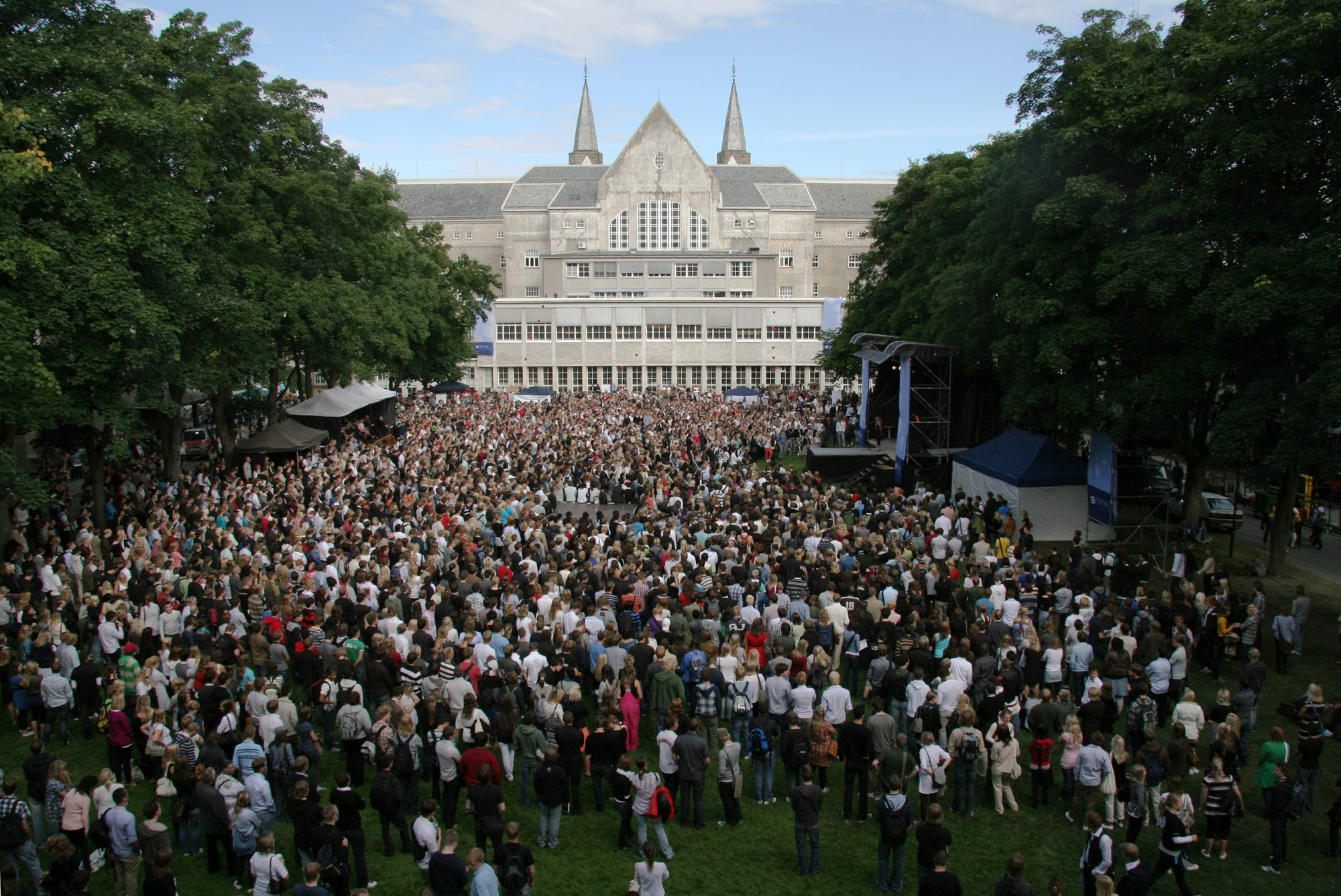
2008年、Gløshaugenキャンパスでの入学式

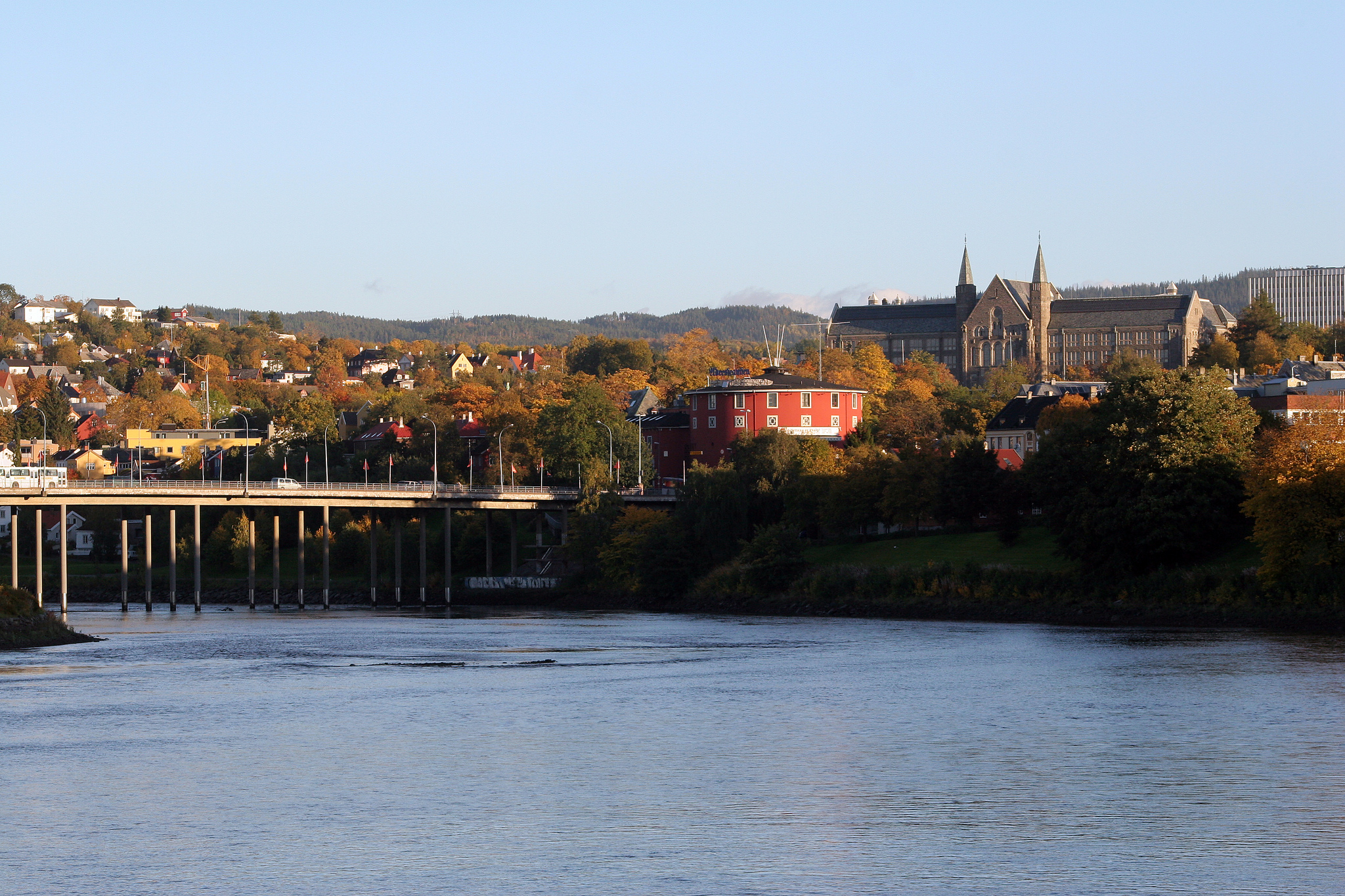
Gløshaugenキャンパスにある学生会棟のStudentersamfundet (赤い建物)

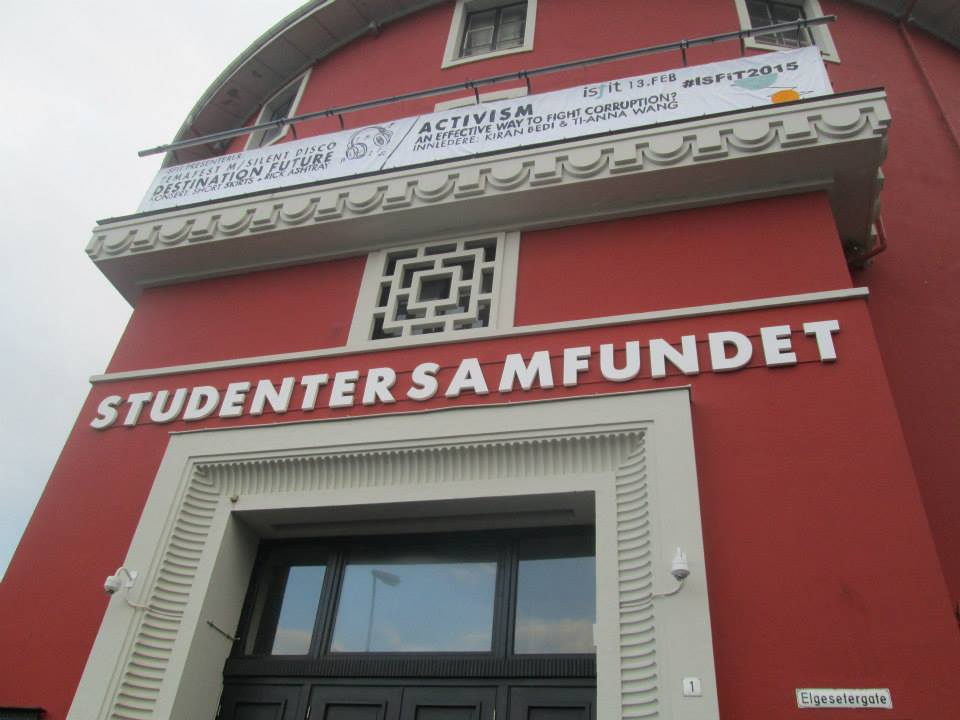
至近距離から見た"Studentersamfundet"

NTNUは全世界からの新入生を歓迎しており、60以上もの国際的な修士課程およびすべて英語で話されるPhDのプログラムを提供している。PhDの空きは大学のホームページおよび大学の職員に確認することで分かる。
生徒のスポーツ組織はおおよそ多くの支部において10000ものメンバーを有するNTNUIがあり、オリエンテーリング、クロスカントリースキー、テレマークスキーなどが最も人気がある一方で、アメリカンフットボール、ラクロス、合気道というようなノルウェーでは一般的でないようなスポーツも行われている。
NTNUでは住宅を探しているトロンハイムの新入生に対して"roof over your head"というものを提供している。
Gløshaugenキャンパスではクワッドコプターによる撮影が行われており、YouTubeで撮影された映像が確認できる。
NTNUは大学が学生に対してトロンハイムの郊外で休日および週末に楽しめるキャビンを提供する"Student Cabins"という概念の先駆者である。

## ノーベル賞受賞者および著名人

### ノーベル賞受賞者
- 1968年 - ラルス・オンサーガー - ノーベル化学賞受賞 (1925年ノルウェー工科大学、化学工学科卒業)
- 1973年 - アイヴァー・ジェーバー - ノーベル物理学賞受賞 (1952年ノルウェー工科大学、機械工学科卒業)
- 2014年 - エドバルド・モーセル - ノーベル生理学・医学賞受賞 (NTNUの神経科学教授、非卒業生)
- 2014年 - マイブリット・モーセル - ノーベル生理学・医学賞受賞 (NTNUの神経科学教授、非卒業生)
- 2014年 - ジョン・オキーフ - ノーベル生理学・医学賞受賞[44] (2015年以降NTNUの客員研究者、非卒業生)

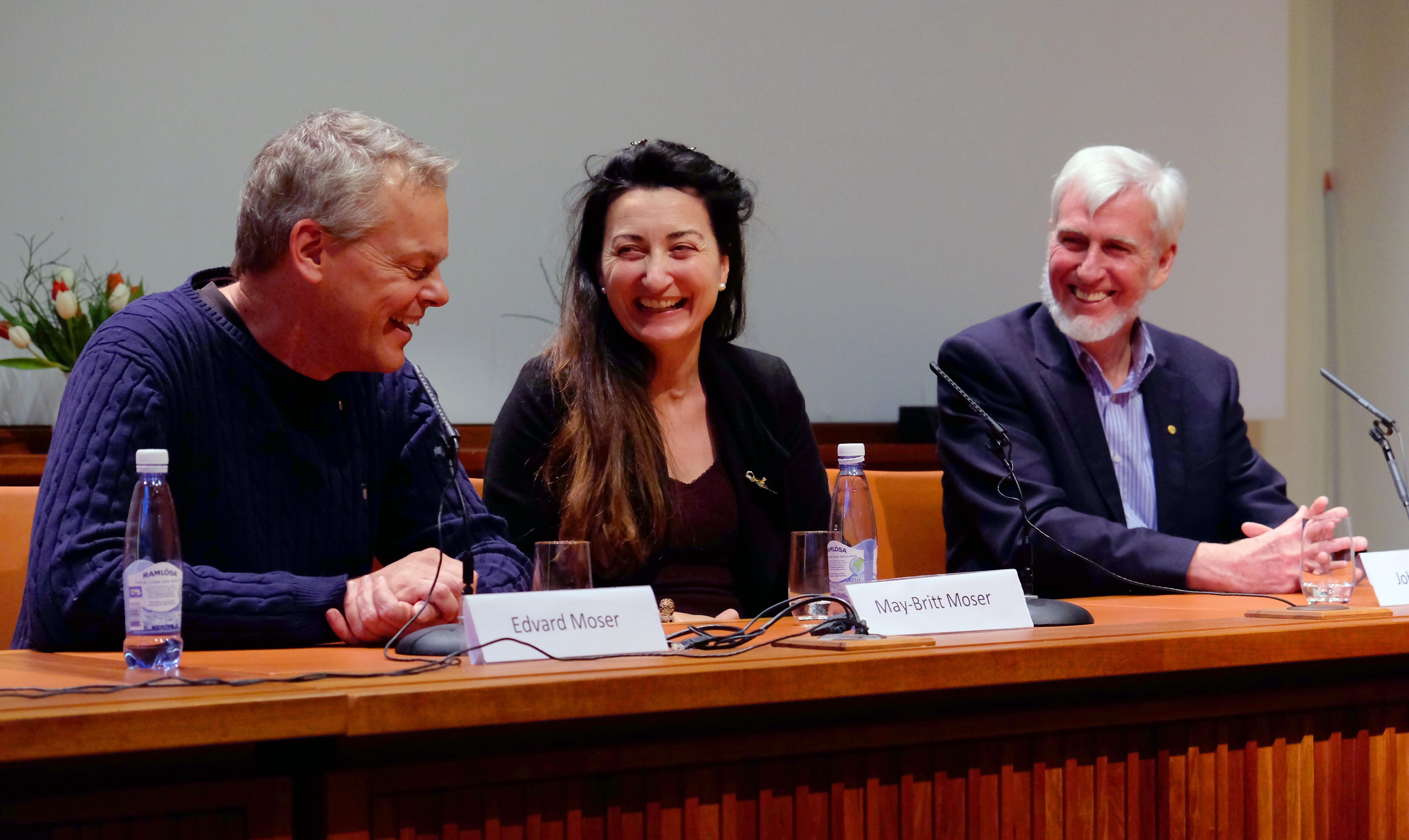
2014年12月の記者会見(左からエドバルド・モーセル、マイブリット・モーセル、ジョン・オキーフ)

### 卒業生・名誉博士
2006年、主に学生、NTNUのスタッフ、および前任者らの集会所やプロフェッショナル・ネットワークを目的として"NTNU Alumni"が設立された。2014年現在ではおよそ30,000人のメンバーがいる。
NTNUは毎年科学および文化において大いなる貢献をした科学者などに名誉博士号を授与している。